# Toilettebesteck

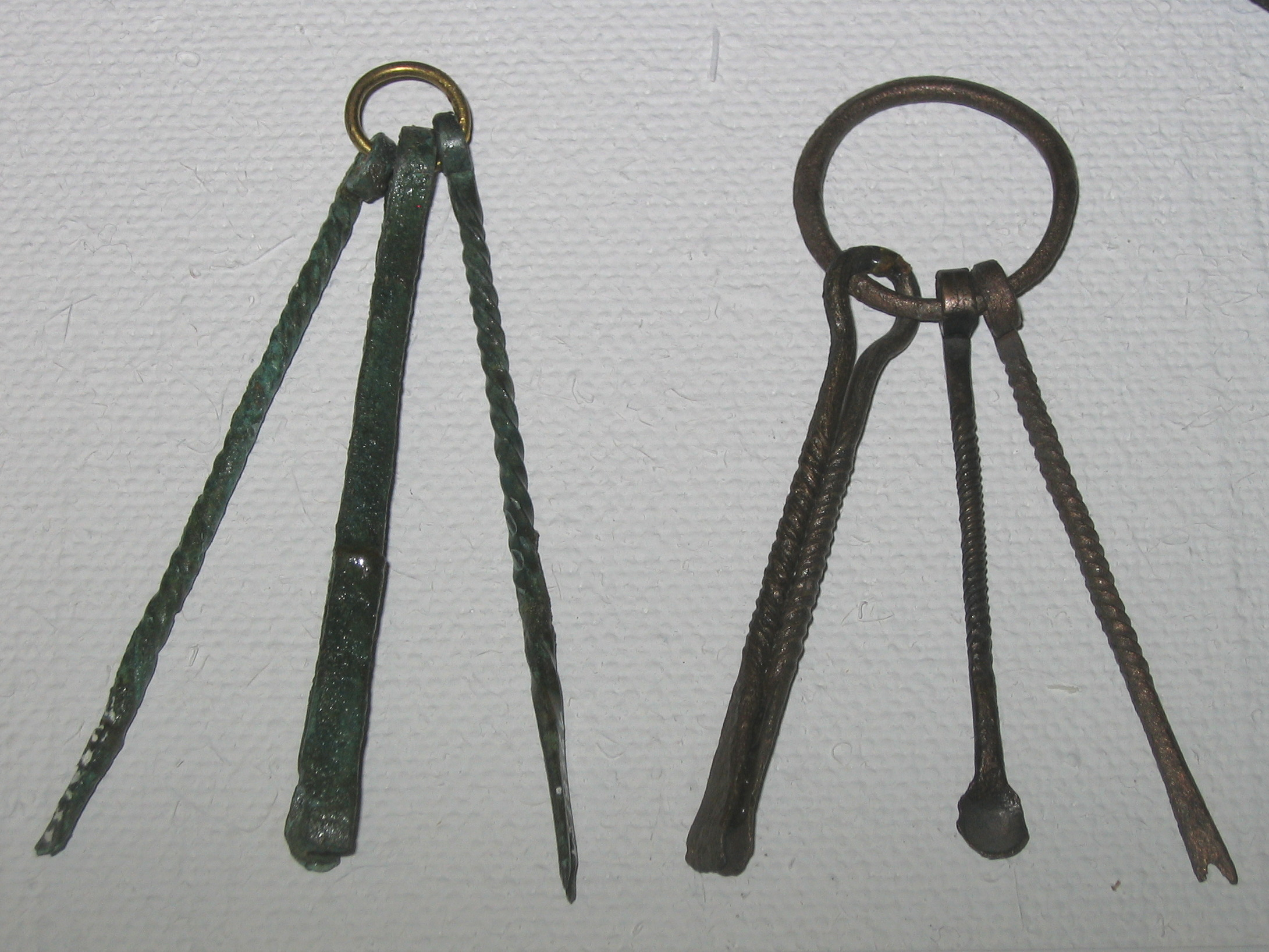
Toilettebestecke der Hallstattzeit mit Pinzette, Kratzer und Ohrlöffelchen

Ein Toilettebesteck (auch Toilettenbesteck) ist ein kleines metallenes Besteck aus Eisen oder Bronze, seltener aus Edelmetall, das zur allgemeinen Körperpflege verwendet wird. Es besteht meistens aus einer Pinzette, einem Ohrlöffel und seltener einem einfachen Nagelschneider, die zusammen an einem kleinen Ring befestigt sind.
Toilettebestecke sind durch Funde seit der Bronzezeit nachgewiesen und waren allgemein bis weit nach der Wikingerzeit im Gebrauch. Sie finden sich auffallend häufig als Beigaben in Männer- und Frauengräbern aus dem Frühmittelalter.
Um das Jahr 1500 gab es in Deutschland Reinigungssets aus Knochen, in denen eine Zahnbürste zusammen mit einem Ohrlöffel und einem Zahnstocher montiert war, wie ein archäologischer Fund aus Lübeck zeigt.